# Nationalpark Pantelleria
Der Nationalpark Pantelleria (italienisch Parco nazionale dell'Isola di Pantelleria) ist ein Nationalpark auf der italienischen Mittelmeerinsel Pantelleria. Er umfasst einen Streifen von der Nordküste über das Zentrum der Insel bis zur Südküste und ist ca. 66 km² groß.

## Geographie

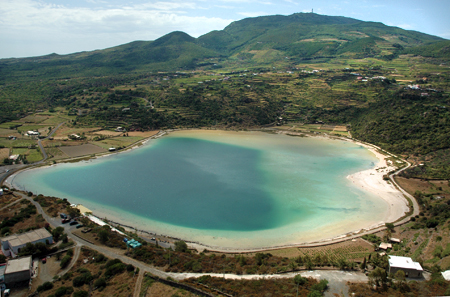
Der Lago di Venere

Die Vulkaninsel Pantelleria liegt näher an der tunesischen als an der sizilianischen Küste und gehört geographisch bereits zum afrikanischen Kontinent.
Der Park umfasst fast 80 % der Inselfläche und ist in drei Zonen aufgeteilt. Die höchsten Erhebungen sind die Montagna Grande mit 836 m s.l.m. und der Monte Gibele mit 710 m s.l.m.
Der Nationalpark überschneidet sich mit den Natura-2000-Gebieten Isola di Pantelleria e area marina circostante, Isola di Pantelleria – Area Costiera, Falesie e Bagno dell’Acqua und Isola di Pantelleria: Montagna Grande e Monte Gibele. Auch das Naturreservat „Riserva Naturale Orientata Isola Di Pantelleria“ ist Teil des Parks.

## Flora und Fauna
Die Tier- und Pflanzenwelt des Nationalparks ist reich an endemischen Arten, wie z. B. die Strandfliederart Limonium secundirameum, die Filzkräuterart Filago lojaconoi, die Maulwurfsgrillenart Gryllotalpa cossyrensis und andere Arten. Die Insel spielt auch eine wichtige Rolle für den Vogelzug, über 260 Vogelarten wurden bereits beobachtet. Zudem vermischen sich auf der Insel afrikanische mit europäischen Faunenelementen. So ist z. B. die Spitzmaus Crocidura ichnusae nur in Tunesien, Algerien, auf Sardinien und auf Pantelleria nachgewiesen.